# Henri Bourrillon
Pour les articles homonymes, voir Bourrillon et Henri Bourrillon (homonymie).
Henri Marie Joseph Paulin Bourrillon, né le 20 avril 1891 à Mende et mort le 3 mai 1945 dans une ferme inconnue proche de Blšany en République tchèque, est un avocat français, maire de Mende, chef et principal organisateur de la résistance en Lozère.
Il est médaillé de la résistance avec rosette à titre posthume (Journal Officiel du 16 juin 1946).

## Jeunesse et élection à la mairie de Mende
Il participe à la Première Guerre mondiale dont il revient avec le grade de capitaine[réf. nécessaire], et reçoit la croix de guerre. Le 21 août 1917, il est décoré chevalier de la Légion d'honneur.
En 1920, il épouse Marie-Hélène Morel, la sœur de Charles Morel, futur conseiller général du canton de Mende et sénateur de la Lozère.
En 1929, Henri Bourrillon, avocat de profession, est élu maire de la ville de Mende. Il échoue cependant à la députation de 1936.

## Actions en tant que dirigeant de la résistance lozérienne
Le 15 février 1941 il est destitué de sa fonction de maire par le régime de Vichy. Il est en effet un opposant reconnu de ce régime et s'était déjà opposé à la mise en place du camp d'internement de Rieucros à qui il avait d'ailleurs offert une dinde pour le noël 1939. Il avait aussi refusé de débaptiser le boulevard du Soubeyrand pour lui donner le nom de Philippe Pétain.
En 1941, il diffuse avec Jean Lyonnet et Adrien Aïn le journal clandestin "Combat". Le pseudonyme qu'il adopte est "Limoux". Dès mars 1942, il devient le chef politique de la Résistance lozérienne. Il côtoie les résistants mendois Jean Mazel et Emile Peytavin. En décembre 1942, il organise la Résistance en Lozère et dirige l'Armée Secrète (AS). En mars 1943, il devient chef de département des Mouvements unis de la Résistance. Le 13 novembre 1943, il est désigné par avance comme futur préfet de Lozère par le Comité Français de Libération Nationale.
Malgré les risques, il se déplace à Nîmes en janvier 1944 pour défendre en tant qu'avocat, le militant communiste Louis Veylet et ses camarades.

## Déportation
Le 28 février 1944 il est trahi et arrêté par la Gestapo à son domicile. Gilbert de Chambrun le remplace par Henri Cordesse à la tête de la résistance lozérienne. Bourrillon, lui, est incarcéré à Mende avant d'être, presque immédiatement, déporté. Il transite tout d'abord par Nîmes puis Montpellier et ensuite le camp de triage de Compiègne. C'est là qu'il rencontre Jean Baumel qui survivra aux camps nazis et pourra donc raconter leur histoire à son retour.
Ils sont conduits à Auschwitz le 27 avril 1944, à Buchenwald puis à Flossenbürg. Dans ce dernier, Bourrillon tombe malade et est alors incapable de manger quoi que ce soit. Peu de temps après ils sont conduits à Flöha dans une usine d'aviation. Parmi leurs compagnons on retrouve Robert Desnos.

## Décès
En avril 1945 les troupes américaines commencent à s'approcher des camps. Les gardiens de Flöha décident de fuir, emmenant leurs prisonniers avec eux en pays Sudète. Le 3 mai, et après 6 jours passés dans un hangar de Blšany, Bourrillon est incapable de se réveiller, il fait appeler Jean Baumel et meurt dans ses bras. Peu de jours après, ses compagnons d'infortunes sont délivrés.

Le corps de Bourrillon est rapatrié en France en septembre 1952, et il est, depuis le 19 octobre 1952, inhumé au cimetière Saint-Gervais de Mende.

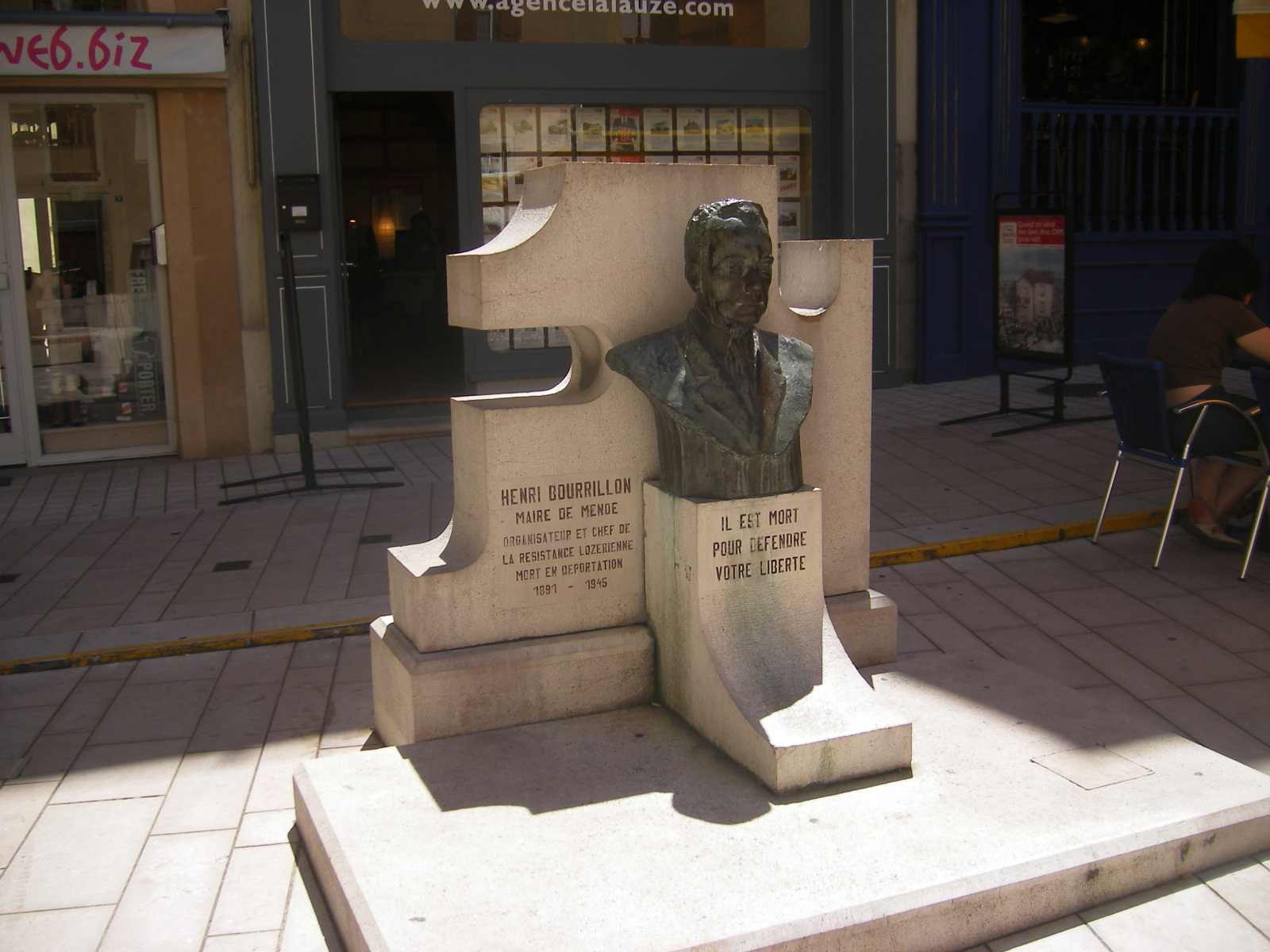
Monument à Henri Bourrillon, Mende.

## Hommages
La ville de Mende préserve la mémoire de son maire martyr des nazis et l'a honoré en donnant son nom à un collège, une place et un boulevard et en lui érigeant une statue.

## Distinctions
- Chevalier de la Légion d'honneur (31 octobre 1917)[13]
- Croix de guerre 1914–1918
- Croix de guerre 1939–1945
- Médaille de la Résistance française avec rosette (16 juin 1946)
- Médaille du Club cévenol (1929)

## Sources et références
1. ↑  « Accueil - Mémoire des hommes », sur www.memoiredeshommes.sga.defense.gouv.fr (consulté le 20 mai 2023)
2. ↑  (fr) Sa fiche sur la base Léonore
3. ↑  Yves Pourcher, « Parenté et représentation politique en Lozère », Terrain. Anthropologie & sciences humaines, no 4,‎ 1er mars 1985, p. 27–41 (ISSN 0760-5668, DOI 10.4000/terrain.2864, lire en ligne, consulté le 20 mai 2023)
4. ↑  Association de souvenir du camp
5. 1 2  « LES CHEMINS DE MÉMOIRE - La Résistance à Mende durant la 2nde guerre mondiale », sur calameo.com (consulté le 20 décembre 2023)
6. ↑  Marcel Pierrel et Henri Cordesse, La Lozère de 1940 à 1944. La défaite, la résistance, la libération, Marvejols, 1974
7. ↑  André Balent et Jean-Pierre Besse, « VEYLET Louis, Jean », dans Le Maitron, Maitron/Editions de l'Atelier, 9 juillet 2015 (lire en ligne)
8. ↑  Félix Buffière, Ce tant rude Gévaudan [détail des éditions] Tome II, p.1614
9. ↑  Gilbert de Chambrun, Journal d'un militaire d'occasion, Aubanel, Avignon, 1982
10. ↑  Félix Buffière, Ce tant rude Gévaudan [détail des éditions] Tome II, p.1626
11. 1 2  André Bessière, Destination Auschwitz avec Robert Desnos, p251-252, disponible sur Google books : (fr) ici
12. ↑  Jean Baumel, Henri Bourrillon, Bulletin de la société des Lettres, Sciences et Arts de la Lozère, 1946, 139ss.
13. ↑  « Recherche - Base de données Léonore », sur www.leonore.archives-nationales.culture.gouv.fr (consulté le 7 avril 2025)